# Matériel roulant du tramway de Nice
Pour un article plus général, voir Tramway de Nice.

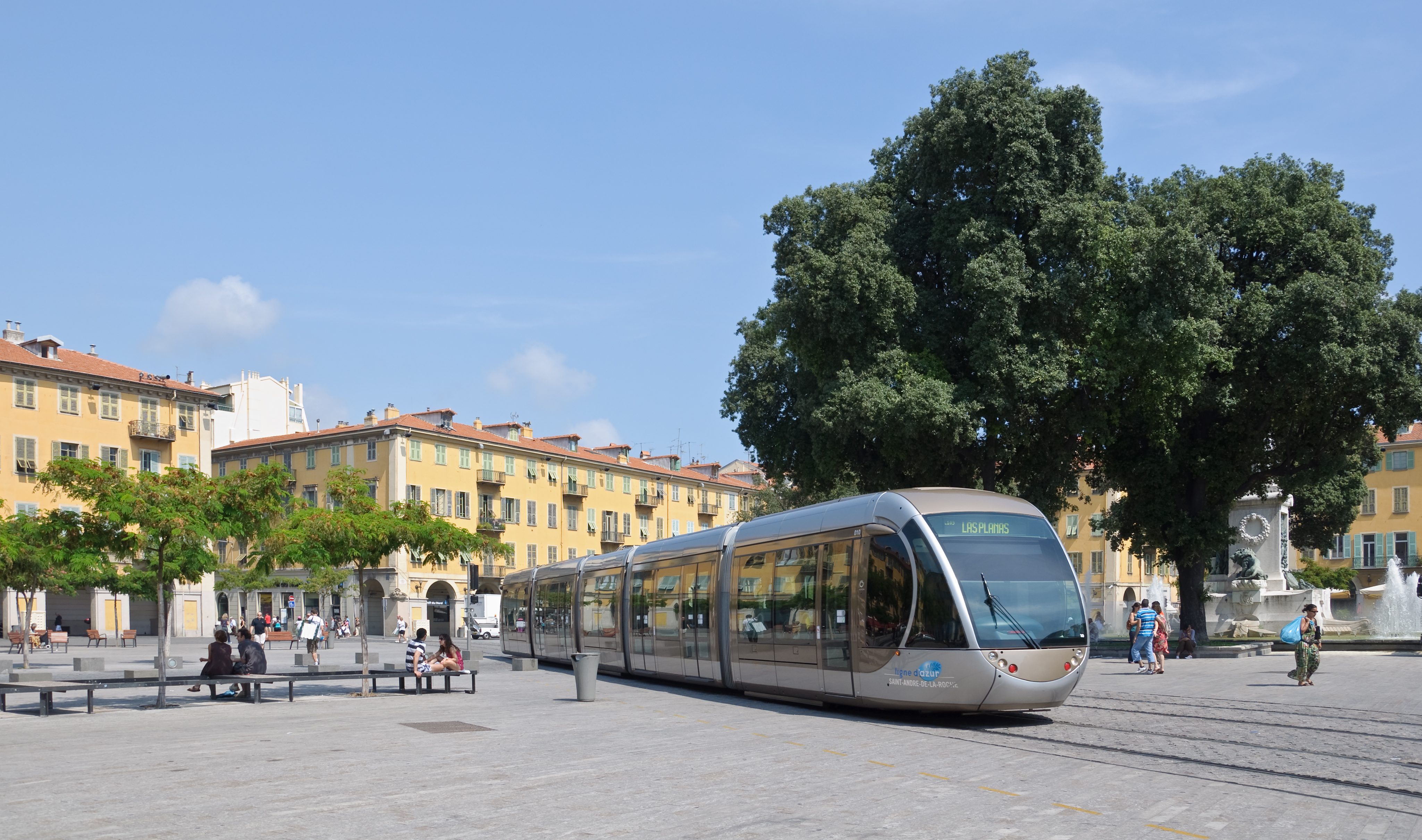
La ligne 1 sur la place Garibaldi

Le matériel roulant du tramway de Nice représente les différentes rames qui composent le réseau du tramway de Nice.

## Parc

### Général
| Ligne                      | Modèle             | Rames | Numérotation        | Commentaire                              |
| -------------------------- | ------------------ | ----- | ------------------- | ---------------------------------------- |
| Ligne 1 du tramway de Nice | Alstom Citadis 302 | 28    | 001 à 028           | Allongement de quinze rames de 33 à 44 m |
| Ligne 2 du tramway de Nice | Alstom Citadis 405 | 28    | 029 – 047 054 – 062 | –                                        |
| Ligne 3 du tramway de Nice | Alstom Citadis 405 | 6     | 048 à 053           | –                                        |
| Ligne 4 du tramway de Nice |                    | 8     | –                   | Prévisionnel                             |
| Ligne 5 du tramway de Nice | –                  | –     | –                   | Prévisionnel                             |

| Modèle             | Ligne                      | Nombre de rames | Configuration                    | Commentaire                                                                                    |
| ------------------ | -------------------------- | --------------- | -------------------------------- | ---------------------------------------------------------------------------------------------- |
| Alstom Citadis 302 | Ligne 1 du tramway de Nice | 13              | M1 + C1 + NP + C2 + M2           | –                                                                                              |
| Alstom Citadis 402 | Ligne 1 du tramway de Nice | 15              | M1 + C1 + NM + CC + NP + C2 + M2 | Modèle 302 allongé avec un module supplémentaire pour avoir la même longueur que le modèle 402 |
| Alstom Citadis 405 | Ligne 2 du tramway de Nice | 19              | M1 + C1 + NM + CC + NP + C2 + M2 | –                                                                                              |
| Alstom Citadis 405 | Ligne 3 du tramway de Nice | 6               | M1 + C1 + NM + CC + NP + C2 + M2 | –                                                                                              |
| –                  | Ligne 4 du tramway de Nice | 8               | –                                | Prévisionnel                                                                                   |
| –                  | Ligne 5 du tramway de Nice | –               | –                                | Prévisionnel                                                                                   |

Légende : « C » pour caisse ; « CC » pour caisse centrale ; « M » pour motrice ; « NM » pour nacelle motrice ; « NP » pour nacelle porteuse.

### Ligne 1
La ligne est équipée de vingt-huit rames du modèle Citadis 302, construites par Alstom et sont numérotées de 001 à 028. Elles sont exploitées uniquement par la régie Ligne d’Azur, et sont remisées au centre opérationnel du tramway (COT), situé à Henri Sappia, au nord de Nice.

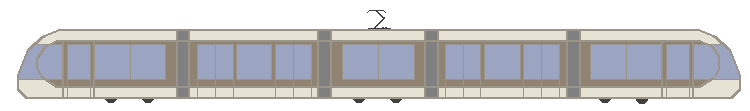
Représentation du tramway court.

Les rames dites « courtes » de 33 m de long et 2,65 m de large ont une capacité de deux cent seize places dont cent soixante-deux debout, cinquante-quatre assises et quatre emplacements pour handicapés. Elles possèdent douze portes soit six par côté dont quatre doubles et deux simples. Elles sont composées de cinq modules reposant sur trois bogies. Les modules, articulés entre eux, sont composés de deux motrices (M1 pour motrice 1 et M2 pour motrice 2), deux caisses (C1 pour caisse 1 et C2 pour caisse 2) et une nacelle (NP pour nacelle porteuse). Les bogies, à savoir deux moteurs et un porteur, sont situés respectivement sous les deux motrices et la nacelle porteuse. Ces rames suivent le schéma : M1 + C1 + NP + C2 + M2.
Les rames dites « longues » de 44 m de long et 2,65 m de large ont une capacité de deux cent quatre-vingt-quinze places dont deux cent dix-neuf debout et soixante-seize assises. Elles possèdent quatorze portes soit sept par côté dont cinq doubles et deux simples. Elles sont composées de sept modules reposant sur quatre bogies. Les modules, articulés entre eux, sont composés de deux motrices (M1 pour motrice 1 et M2 pour motrice 2), trois caisses (C1 pour caisse 1, C2 pour caisse 2 et CC pour caisse centrale) et deux nacelles (NP pour nacelle porteuse et NM pour nacelle motrice). Les bogies, à savoir trois moteurs et un porteur, sont situés respectivement sous les deux motrices plus la nacelle motrice et la nacelle porteuse. Ces rames suivent le schéma : M1 + C1 + NM + CC + NP + C2 + M2.
L’éclairage intérieur se fait au moyen de tubes fluorescents blancs dissimulés dans le mobilier accompagnés de DEL bleues pour l’éclairage d’ambiance.
L’alimentation de la ligne se fait au moyen d’une ligne aérienne de contact via des pantographes, celle-ci étant alimentée par une tension continue de 750 volts assurée par le réseau EDF et distribuée via des sous-stations électriques situées d’une part et d’autre de la ligne. Un système alternatif à la ligne aérienne de contact est utilisé sur les tronçons de Garibaldi à Île de Beauté afin de préserver la qualité architecturale de la place ainsi que de Cassin / Saint-Augustin vers CADAM d’une part et Aéroport – Terminal 1 d’autre part dut au gabarit routier limité par plusieurs ouvrages d’art.
La ligne a été initialement livrée avec les vingt premières rames 001 à 020. Afin de remercier les acteurs du tramway de Nice, le président de la communauté urbaine Nice Côte d’Azur (NCA), Jacques Peyrat, avait décidé de baptiser ces rames du nom des communes qui ont cofinancé ce projet,. Ainsi, sur chaque rame est inscrit une ou deux villes de la CANCA dans l’angle inférieur de la cabine.
Depuis le 30 août 2010, la ST2N a reçu huit rames (021 à 028) commandées pour le renfort de la fréquence la ligne. Ces rames ne comportent aucun nom de commune sur leurs flancs.
Face à la saturation de la ligne, la communauté d’agglomération décide en octobre 2011 d’accroître la capacité de quinze rames par l’ajout d’un module supplémentaires, ce qui fait passer les rames de 33 à 44 m de longueur. La nouvelle capacité par rame est d’environ trois cents passagers contre deux cents auparavant. La première rame est modifiée chez Alstom à La Rochelle, les quatorze suivantes le sont directement dans les ateliers de Nice. Le dépôt d’attache étant impossible d’accès pour le camion transportant le module, celui-ci est déposé directement sur la voie du tramway pendant la nuit au niveau de la station Gorbella puis est tracté au moyen d’un véhicule rail-route jusqu’au dépôt. La mise en service de la première rame allongée a été faite en mars 2012,.
Depuis l’allongement des rames, l’ancien logo « Ligne d’Azur » ainsi que le nom de la ville qui a servi au baptême ont été retirés pour être remplacé par le nouveau logo « Lignes d’Azur ».
| Numérotation | Nom de baptême                      | Mise en service  | Longueur (m) | Représentation | Représentation        | Représentation       |
| Numérotation | Nom de baptême                      | Mise en service  | Longueur (m) | Ligne d’Azur   | Lignes d’Azur (court) | Lignes d’Azur (long) |
| ------------ | ----------------------------------- | ---------------- | ------------ | -------------- | --------------------- | -------------------- |
| 001          | Nice                                | 26 novembre 2007 | 33           |                |                       | –                    |
| 002          | Cagnes-sur-Mer                      | 26 novembre 2007 | 33           |                |                       | –                    |
| 003          | Saint-Laurent-du-Var                | 26 novembre 2007 | 33           |                |                       | –                    |
| 004          | Vence                               | 26 novembre 2007 | 33           |                |                       | –                    |
| 005          | La Trinité                          | 26 novembre 2007 | 33           |                |                       | –                    |
| 006          | Villefranche-sur-Mer                | 26 novembre 2007 | 33           |                |                       | –                    |
| 007          | La Gaude                            | 26 novembre 2007 | 33           |                |                       | –                    |
| 008          | Cap-d'Ail                           | 26 novembre 2007 | 33           |                |                       | –                    |
| 009          | Tourrette-Levens                    | 26 novembre 2007 | 33           |                |                       | –                    |
| 010          | Saint-André-de-la-Roche             | 26 novembre 2007 | 33           |                |                       | –                    |
| 011          | Levens                              | 26 novembre 2007 | 33           |                |                       | –                    |
| 012          | Beaulieu-sur-Mer                    | 26 novembre 2007 | 33           |                |                       | –                    |
| 013          | Èze                                 | 26 novembre 2007 | 33           |                |                       | –                    |
| 014          | Colomars                            | 26 novembre 2007 | 44           |                |                       |                      |
| 015          | Saint-Martin-du-Var                 | 26 novembre 2007 | 44           |                |                       |                      |
| 016          | Aspremont et Saint-Jean-Cap-Ferrat  | 26 novembre 2007 | 44           |                |                       |                      |
| 017          | Saint Jeannet et Falicon            | 26 novembre 2007 | 44           |                |                       |                      |
| 018          | Castagniers                         | 26 novembre 2007 | 44           |                |                       |                      |
| 019          | Saint-Blaise et La Roquette-sur-Var | 26 novembre 2007 | 44           |                |                       |                      |
| 020          | Coaraze et Duranus                  | 26 novembre 2007 | 44           |                |                       |                      |
| 021          | –                                   | 30 août 2010     | 44           | –              |                       |                      |
| 022          | –                                   | 30 août 2010     | 44           | –              |                       |                      |
| 023          | –                                   | 30 août 2010     | 44           | –              |                       |                      |
| 024          | –                                   | 30 août 2010     | 44           | –              |                       |                      |
| 025          | –                                   | 30 août 2010     | 44           | –              |                       |                      |
| 026          | –                                   | 30 août 2010     | 44           | –              |                       |                      |
| 027          | –                                   | 30 août 2010     | 44           | –              |                       |                      |
| 028          | –                                   | 30 août 2010     | 44           | –              |                       |                      |

### Ligne 2
La ligne sera équipée de dix-neuf rames dont trois rames de réserve, d’une longueur de 44 m pouvant transporter environ trois cents personnes,.
En 2015, c'est la société Alstom qui est choisie pour trouver la solution alternative à la ligne aérienne de contact sur l’intégralité du tronçon en surface. Le tramway est un Alstom Citadis 405 qui utilise la technologie de recharge statique par le sol appelée « SRS », couplée au système de stockage d’énergie « Citadis Ecopack », permettant la réalimentation des rames à chaque station.
Les rames mesurent environ 44 m de long et 2,65 m de large, ont une capacité de 300 places dont 218 debout et 82 assises. Elles possèdent quatorze portes soit sept doubles portes par côté. Elles sont composées de sept modules reposant sur quatre bogies. Les modules, articulés entre eux, sont composés de deux motrices (M1 pour motrice 1 et M2 pour motrice 2), trois caisses (C1 pour caisse 1, C2 pour caisse 2 et CC pour caisse centrale) et deux nacelles (NP pour nacelle porteuse et NM pour nacelle motrice). Les bogies, à savoir trois moteurs et un porteur, sont situés respectivement sous les deux motrices plus la nacelle motrice et la nacelle porteuse. Ces rames suivent le schéma : M1 + C1 + NM + CC + NP + C2 + M2.
L’éclairage intérieur se fait au moyen d’une lumière blanche derrière des optiques opaques.
Les rames sont sérigraphiées de « Lignes d’Azur » et de la « Métropole Nice Côte d’Azur ».
| Numérotation | Mise en service | Longueur (m) | Représentation |
| ------------ | --------------- | ------------ | -------------- |
| 029          | 2018            | 44           |                |
| 030          | 2018            | 44           |                |
| 031          | 2018            | 44           |                |
| 032          | 2018            | 44           |                |
| 034          | 2018            | 44           |                |
| 035          | 2018            | 44           |                |
| 036          | 2018            | 44           |                |
| 037          | 2018            | 44           |                |
| 038          | 2018            | 44           |                |
| 039          | 2018            | 44           |                |
| 040          | 2018            | 44           |                |
| 041          | 2018            | 44           |                |
| 042          | 2018            | 44           |                |
| 043          | 2018            | 44           |                |
| 044          | 2018            | 44           |                |
| 045          | 2018            | 44           |                |
| 046          | 2018            | 44           |                |
| 047          | 2018            | 44           |                |
| 048          | 2018            | 44           |                |
| 054          | 2019            | 44           |                |
| 055          | 2019            | 44           |                |
| 056          | 2019            | 44           |                |
| 057          | 2019            | 44           |                |
| 058          | 2019            | 44           |                |
| 059          | 2019            | 44           |                |
| 060          | 2019            | 44           |                |
| 061          | 2019            | 44           |                |
| 062          | 2019            | 44           |                |

### Ligne 3
| Numérotation | Mise en service  | Longueur (m) | Représentation |
| ------------ | ---------------- | ------------ | -------------- |
| 048          | 13 novembre 2019 | 44           |                |
| 049          | 13 novembre 2019 | 44           |                |
| 050          | 13 novembre 2019 | 44           |                |
| 051          | 13 novembre 2019 | 44           |                |
| 052          | 13 novembre 2019 | 44           |                |
| 053          | 13 novembre 2019 | 44           |                |